# Сверхширокополосные сигналы
Сверхширокополосные (СШП) сигналы — радиосигналы (СВЧ-сигналы) со «сверхбольшой» шириной полосы частот. Применяются для сверхширокополосной радиолокации и беспроводной сверхширокополосной радиосвязи.

## Определение
Существует несколько определений «сверхширокополосности». В традициях советской и российской радиотехники сверхширокополосными считаются сигналы с шириной полосы {\displaystyle \Delta F=(f_{upper}-f_{lower})} более октавы, то есть сигналы, у которых верхняя граница полосы частот {\displaystyle f_{upper}} более чем в 2 раза превышает нижнюю границу {\displaystyle f_{lower}}.
В радиолокации сверхширокополосными было предложено (1985 г.) называть сигналы с относительной шириной полосы частот
{\displaystyle \mu ={\frac {\Delta F}{(f_{lower}+f_{upper})/2}}\geqslant 0,5}.
В радиолокации предложено ещё одно определение этого термина: сверхширокополосными называют импульсные сигналы, удовлетворяющие соотношению
{\displaystyle c\tau \ll L},
т.е. пространственная длина радиоимпульса {\displaystyle c\tau } ({\displaystyle \tau } — длительность сигнала или ширина его автокорреляционной функции, {\displaystyle c} — скорость света) много меньше характерного размера {\displaystyle L} излучающей (приемной) апертуры или размера объекта, отражающего сигнал.
Для целей радиосвязи, согласно определению Федеральной комиссии по связи (FCC) США (2002 г.), сверхширокополосными предлагается считать сигналы с относительной шириной полосы не менее 20-25 %, то есть
{\displaystyle \mu ={\frac {\Delta F}{(f_{lower}+f_{upper})/2}}\geqslant 0,2...0,25}
либо сигналы с абсолютной шириной полосы {\displaystyle \Delta F\geqslant 500{\text{ MHz}}} (в диапазоне частот 3,1 — 10,6 ГГц)
.

## Регулирование

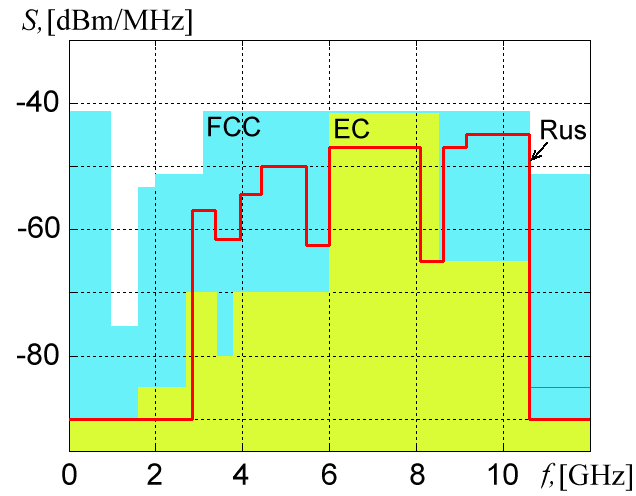
Спектральные маски для СШП связи внутри помещений: в США (голубой фон), Евросоюзе (зеленый фон) и Российской Федерации (красная линия)

Начиная с 2002 г. во многих странах мира для безлицензионного использования сверхширокополосных сигналов в беспроводной радиосвязи выделены участки спектра в СВЧ-диапазоне.
В США СШП сигналы разрешено использовать в диапазоне 3,1…10,6 ГГц, при этом спектральная плотность мощности СШП приемопередатчика не должна превышать −41,3 дБм/МГц.
В Российской Федерации для беспроводной связи на СШП сигналах выделен диапазон 2,85…10,6 ГГц. В разных участках этого диапазона на спектральную плотность мощности СШП приемопередатчика наложены ограничения от −65 до −45 дБм/МГц (см. рисунок). Наиболее «свободные» участки — 6000…8100 МГц (−47 дБм/МГц), 8625…9150 МГц (−47 дБм/МГц), 9150…10600 МГц (−45 дБм/МГц).
В Евросоюзе наиболее предпочтителен диапазон 6…8,5 ГГц, в котором спектральная плотность мощности приемопередатчика ограничена уровнем −41,3 дБм/МГц.
Безлицензионное использование СШП сигналов разрешено также в Южной Корее, Японии, Китае и других странах.

## Формирование
Сверхширокополосные сигналы могут быть представлены сверхкороткими (ультракороткими) импульсами, OFDM-сигналами, хаотическими радиоимпульсами, сигналами с ЛЧМ-модуляцией.

### Сверхкороткие импульсы

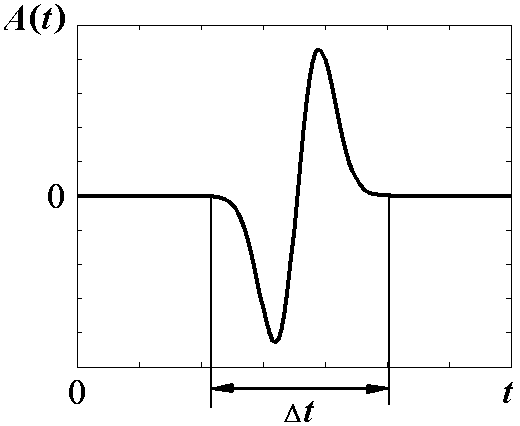
Форма сверхкороткого импульса

Форма сверхкоротких импульсов описывается моноциклом Гаусса, то есть первой производной от известной кривой распределения Гаусса:
{\displaystyle A(t)=A_{0}{\sqrt {2e}}{\frac {t}{\Delta t}}\exp \left(-{\frac {t^{2}}{\Delta t^{2}}}\right)},
где {\displaystyle \Delta t} — длительность импульса, {\displaystyle A_{0}} — его амплитуда.
Ширина {\displaystyle \Delta F} спектра мощности импульса обратно пропорциональна длительности импульса {\displaystyle \Delta t}. Форма спектра мощности такого импульса описывается соотношением:
{\displaystyle S(f)=A_{0}{\sqrt {2\pi e}}f{\Delta t^{2}}\exp \left(-{\frac {f^{2}\Delta t^{2}}{2}}\right)}.
База ультракороткого импульса {\displaystyle B=\Delta t\Delta F\approx 1}.

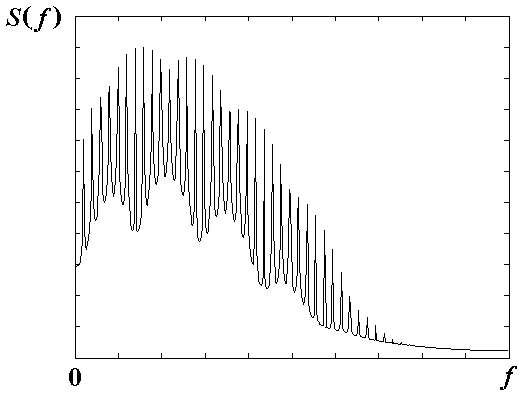
Спектр пачки сверхкоротких импульсов

При использовании импульсов длительностью {\displaystyle \Delta t} от 2,0 нс до 0,1 нс ширина полосы спектра мощности составляет соответственно от 500 МГц до 10 ГГц. Спектр сигнала занимает полосу частот от 0 до {\displaystyle \Delta F\approx 1/\Delta t}.

### Пачки сверхкоротких импульсов
Для кодирования информационного символа можно использовать не один ультракороткий импульс, а пачки таких импульсов. При использовании пачки N импульсов база сигнала увеличивается в N раз.
При формировании пачки амплитуда каждого импульса и его положение относительно номинального значения момента времени излучения/приема задается в соответствии с кодовой расширяющей последовательностью. При этом можно добиться повышения помехоустойчивости и/или обеспечения многопользовательского доступа в одном и том же частотном диапазоне (кодовое разделение канала между несколькими пользователями).
Свойством как одиночных сверхкоротких импульсов, так и пачек таких импульсов является то, что спектр этих сигналов начинается практически от нулевой частоты. Это затрудняет выполнение условий спектральной маски для нелицензируемого использования СШП сигналов.

### Короткие радиоимпульсы

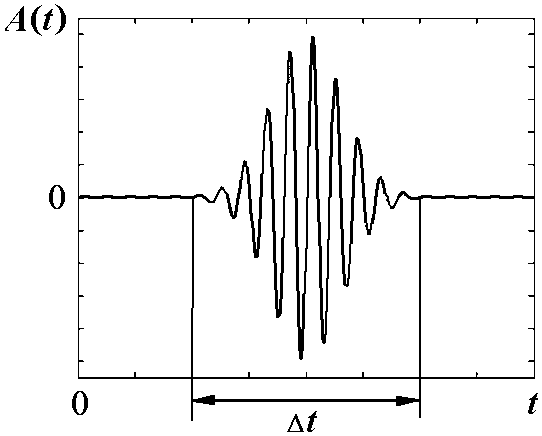
Короткий радиоимпульс

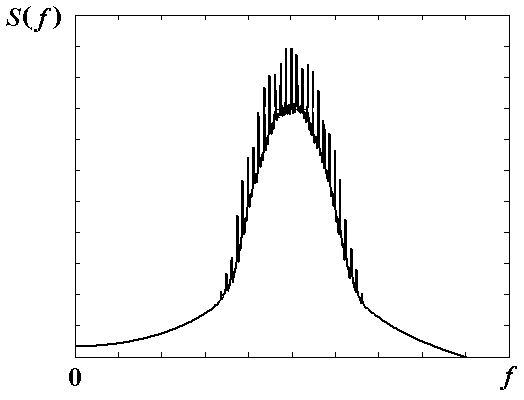
Спектр короткого радиоимпульса

Короткие радиоимпульсы допускают гибкое управление своим спектром. Они представляют из себя цуги синусоидальных колебаний с колоколообразной огибающей, описываемые следующим выражением:
{\displaystyle A(t)=\exp \left(-{\frac {t^{2}}{2\Delta t^{2}}}\right)\cdot \sin(2\pi \cdot f_{c}\cdot t)},
где {\displaystyle \Delta t} — характерная длительность огибающей радиоимпульса, {\displaystyle f_{c}} — центральная частота колебаний. Спектр такого сигнала имеет вид
{\displaystyle S(f)=\exp \left(-2(\pi (f\pm f_{c})\Delta t)^{2}\right)}.
Короткий радиоимпульс формируется в два этапа. Сначала в низкочастотном диапазоне (baseband) формируется импульс огибающей длительностью {\displaystyle \Delta t}, имеющий гауссовскую форму, затем он перемножается с периодическим несущим сигналом с частотой {\displaystyle f_{c}}. Полученный таким образом сигнал имеет ширину спектра {\displaystyle \Delta F\approx 1/\Delta t} и центральную частоту {\displaystyle f_{c}}. База сигнала {\displaystyle B\approx 1}.

### Пачки коротких радиоимпульсов
Пачки коротких радиоимпульсов, как и в случае со сверхкороткими импульсами, используются для увеличения базы сигнала и получения дополнительных возможностей по модуляции и организации многопользовательского доступа. Формируются в соответствии с расширяющими последовательностями так, что информационный символ кодируется пачкой КРИ. База сигнала при этом увеличивается в N раз, где N — число импульсов в пачке.
Пачки коротких радиоимпульсов предоставляют дополнительные возможности организации множественного доступа, связанные с разделением сигналов разных групп пользователей по частоте.

### Сигналы с ортогонально-частотным мультиплексированием (OFDM)
| Сигнал формируется {\displaystyle N} гармоническими поднесущими, разнесенными по частоте на равные промежутки {\displaystyle \Delta f}. Другими словами, занимаемая сигналом полная полоса частот {\displaystyle \Delta F} делится на {\displaystyle N} подканалов. Все поднесущие взаимно ортогональны на интервале длительности импульса {\displaystyle T_{s}}, в пределах которого располагается OFDM символ ({\displaystyle T_{s}=1/\Delta f}). Для передачи информации каждая из поднесущих модулируется независимо с помощью методов фазовой манипуляции (BPSK, QPSK, 8PSK, 16/64/256QAM), так что на каждой поднесущей формируется свой сигнал, которые перед излучением в эфир складываются, формируя OFDM сигнал. Для OFDM-сигналов характерна большая изменчивость по амплитуде и, как следствие, большой пик-фактор (см. рисунок). СШП OFDM-сигнал занимает полосу частот около 500 МГц. База СШП OFDM-сигнала меняется от 1 до 10 в зависимости от скорости передачи. Множественный доступ может быть организован за счет выделения разным пользователям разных участков доступного частотного диапазона. |

### Хаотические радиоимпульсы
| Хаотические радиоимпульсы представляют собой фрагменты хаотического сигнала, который генерируется непосредственно в требуемом частотном диапазоне. Формирование импульсов осуществляется либо за счёт внешней модуляции, либо за счёт внутренней в транзисторном генераторе хаотических колебаний. Особенностью сверхширокополосного хаотического радиоимпульса является то, что его спектр практически не зависит от длительности импульса. Это обусловлено тем, что спектр исходных хаотических колебаний уже является сверхширокополосным, и уширение спектра при уменьшении длительности импульса является незначительным. Математически это выражается следующим образом. Характерная ширина спектра мощности потока хаотических радиоимпульсов составляет {\displaystyle \Delta F\approx \Delta f+2\Delta s}, где {\displaystyle \Delta f} — полоса хаотического сигнала, {\displaystyle \Delta s} — характерная ширина спектра модулирующего видеоимпульса. При условии, что длительность модулирующего видеоимпульса {\displaystyle \Delta t} удовлетворяет соотношению {\displaystyle \Delta s=1/\Delta t\ll \Delta f}, т.е. импульс содержит более нескольких квазипериодов хаотических колебаний, ширина спектра мощности потока хаотических радиоимпульсов практически совпадает с шириной непрерывного хаотического сигнала. База хаотического радиоимпульса определяется произведением полосы хаотического сигнала на длительность {\displaystyle B=\Delta t\Delta F} и может меняться в широких пределах за счет увеличения длительности, при необходимости легко достигая сотен и тысяч. |

### Импульсы с линейно-частотной модуляцией (ЛЧМ импульсы,chirps)
|  |  | Сверхширокополосные ЛЧМ-импульсы представляют собой импульсные сигналы, внутри импульса частота меняется по линейному закону либо возрастая, либо убывая {\displaystyle A(t)=A_{0}(T)\sin \left(2\pi f_{0}t\pm \pi \alpha t^{2}\right)}, где {\displaystyle A_{0}(T)} — огибающая ЛЧМ импульса, описываемая колоколом Гаусса, {\displaystyle f_{0}} — начальная частота колебаний (в начале импульса), {\displaystyle \alpha } — скорость перестройки частоты. База ЛЧМ импульса составляет {\displaystyle B=\Delta t\Delta F}, она может превышать 1, однако не может быть большой. |

## Применение
- Сверхширокополосная связь
- Прямохаотические системы связи
- Сверхширокополосная радиолокация
- Сети связи персонального уровня (WPAN)
- «Нательные», «носимые» сети, Body Area Network (BAN)
- Беспроводные сенсорные сети

## Стандартизация
Применение сверхширокополосных сигналов в области связи в диапазоне 3-10 ГГц регулируется следующими стандартами:
- 802.15.3a — фактически несостоявшийся стандарт высокоскоростной сверхширокополосной связи. Планировались скорости от 110 Мбит/с на расстоянии 10 м до 480 Мбит/с на 1 м. Были сформированы два разных подхода: (1) альянс MBOA-UWB (Multi-Band OFDM Alliance) предлагал использовать OFDM-сигналы шириной 500 МГц, (2) DS-UWB Forum (Direct Sequence Ultra Wide Band Forum) продвигал сверхкороткие импульсы. Так как сторонам не удалось согласовать позиции, работа над стандартом была прекращена. В итоге, каждый из альянсов продолжил работу самостоятельно. Технология MBOA-UWB легла в основу WirelessUSB (см. статью Wireless USB specification). В 2008 г. приняты стандарты высокоскоростной связи ECMA-368 и ECMA-369, основанные на СШП платформе WiMedia[17].
- 802.15.4a[16] — расширение стандарта IEEE 802.15.4 для беспроводных сенсорных сетей (WPAN), вводящее новый тип сигналов (UWB) для физического уровня (PHY), принят в конце 2007 г. В качестве СШП сигналов в стандарте описываются: пачки сверхкоротких импульсов, хаотические радиоимпульсы, ЛЧМ-импульсы. Скорости передачи до 1 Мбит/с, дальность до 30 м (опционально 100 м).
- 802.15.6 — стандарт для беспроводных сенсорных сетей на теле человека или вблизи (Body area network). Принят в марте 2012 г. В качестве СШП сигналов в стандарте описываются хаотические радиоимпульсы.